# Gryllidae
I Grillidi (Gryllidae Ignacio Bolívar, 1878) sono una famiglia di insetti ortotteri del sottordine Ensifera. Sono i grilli propriamente detti, al di là del fatto che il termine comune "grilli" venga applicato ad una vasta lista di ortotteri. 

## Descrizione
I Grillidi sono affini ai Tettigonidi, ma se ne distinguono per l'aspetto generale, più tozzo, per il numero degli articoli tarsali, che sono tre in luogo di quattro, per l'ovopositore delle femmine, che è stiliforme, rigonfio e seghettato all'apice e per l'organo stridulatore maschile, sempre situato nelle tegmine, ma occupante tutta la parte dorsale di esse e piuttosto complicato. Le ali membranose sono, quando presenti, molto più ampie delle tegmine e vengono tenute ripiegate longitudinalmente in riposo, così da apparire come due specie di code, spesso sporgenti oltre la parte terminale dell'addome.

## Biologia
Igrofili e lucifughi, essenzialmente fitofagi ma anche onnivori, i Grillidi conducono vita solitaria e sedentaria, sviluppandosi attraverso numerose mute. La fecondazione avviene mediante spermatofore e le uova sono deposte soprattutto nel terreno, ma anche sulle piante.

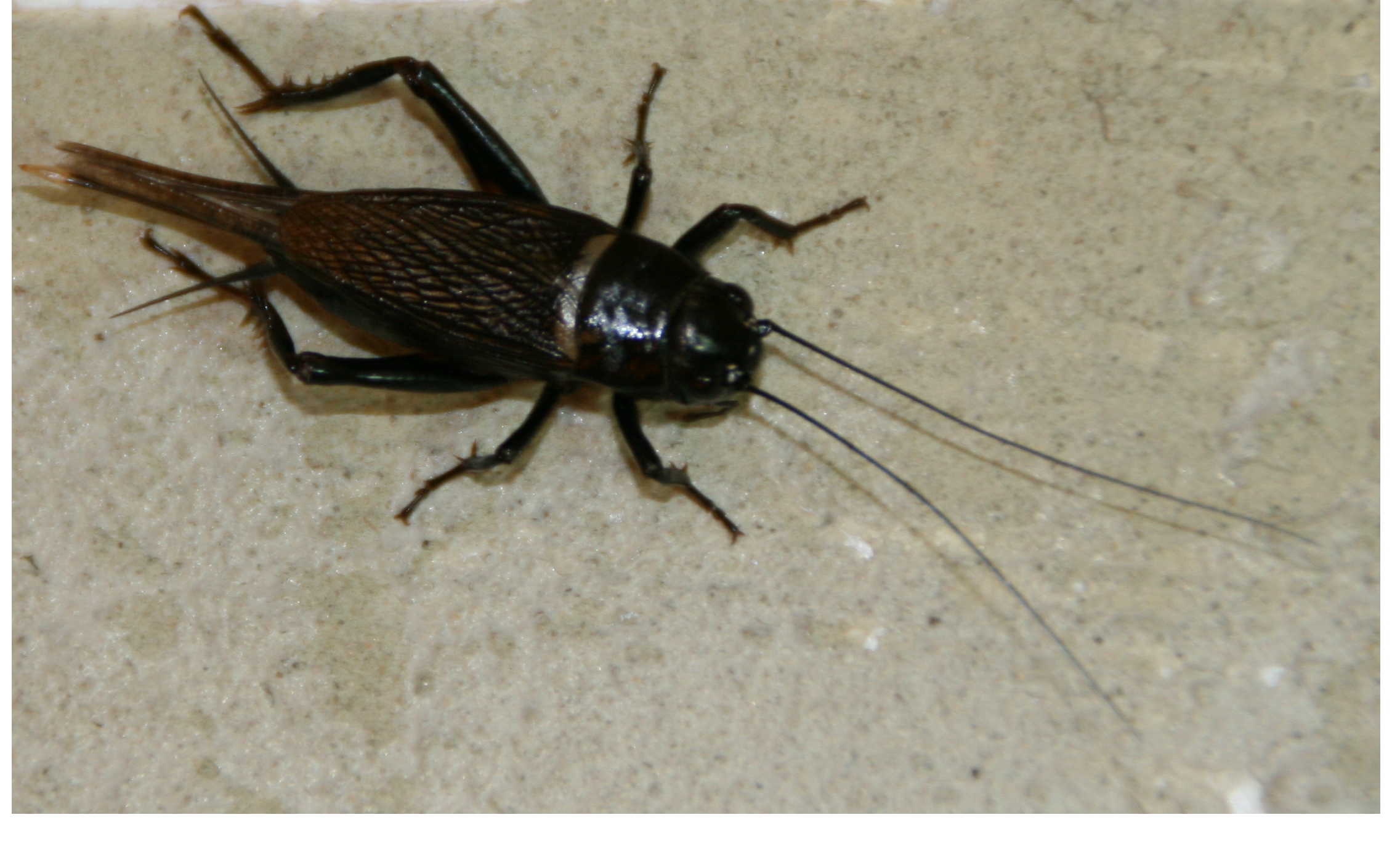
Esemplare di Gryllus bimaculatus.

## Tassonomia
Comprende le seguenti sottofamiglie:
- Eneopterinae
- Gryllinae
- Nemobiinae
- Oecanthinae
- Phalangopsinae
- Podoscirtinae
- Pteroplistinae
- Trigonidiinae

### Specie presenti in Italia
In Italia sono presenti le seguenti specie
- genere Gryllus Linnaeus, 1758
  - Gryllus campestris Linnaeus, 1758  - grillo dei campi
  - Gryllus bimaculatus De Geer, 1773  - grillo bimaculato
- genere Acheta Linnaeus, 1758
  - Acheta domesticus  Linnaeus, 1758 - grillo del focolare
  - Acheta gossypii  O.G. Costa, 1855
  - Acheta hispanicus  Rambur, 1839
- genere Melanogryllus  Chopard, 1961
  - Melanogryllus desertus  (Pallas, 1771)
- genere Modicogryllus  Chopard, 1961
  - Modicogryllus algirius  (Saussure, 1877)
  - Modicogryllus burdigalensis  (Latreille, 1804)
  - Modicogryllus palmetorum  (Krauss, 1902)
- genere Brachytrupes  Serville, 1839
  - Brachytrupes megacephalus  (Lefèvre, 1827)
- genere Eugryllodes  Chopard, 1927
  - Eugryllodes brunneri  (Riggio, 1888)
- genere Gryllomorpha  Fieber, 1853
  - Gryllomorpha dalmatina  (Ocskay, 1832)
- genere Gryllomorphella  Gorokhov, 1984
  - Gryllomorphella uclensis  (Pantel, 1890)
- genere Discoptila  Pantel, 1890
  - Discoptila clauseri  Schmidt, 1991
- genere Petaloptila  Pantel, 1890
  - Petaloptila andreinii  Capra, 1937
- genere Acroneuroptila  Baccetti, 1960
  - Acroneuroptila sardoa  Baccetti, 1960
  - Acroneuroptila puddui  Cadeddu, 1970
- genere Nemobius  Serville, 1839
  - Nemobius sylvestris  (Bosc, 1792) - grillo dei boschi
- genere Pteronemobius  Jacobson & Bianchi, 1904
  - Pteronemobius concolor  (Walker, 1871)
  - Pteronemobius lineolatus  (Brullé, 1835)
- genere Stenonemobius  Gorokhov, 1981
  - Stenonemobius gracilis  (Jakovleff, 1871)
- genere Arachnocephalus  A. Costa, 1855
  - Arachnocephalus vestitus  A. Costa, 1855
- genere Mogoplistes  Serville, 1839
  - Mogoplistes brunneus  Serville, 1839
  - Mogoplistes novaki  Krauss, 1888
- genere Pseudomogoplistes  Gorokhov, 1984
  - Pseudomogoplistes squamiger  (Krauss, 1888)
- genere Trigonidium  Rambur, 1839
  - Trigonidium cicindeloides  Rambur, 1839
- genere Natula Gorochov, 1987
  - Natula averni  (A. Costa, 1855)

- genere Oecanthus Serville, 1831
  - Oecanthus dulcisonans Gorochov, 1993
  - Oecanthus pellucens (Scopoli, 1763)

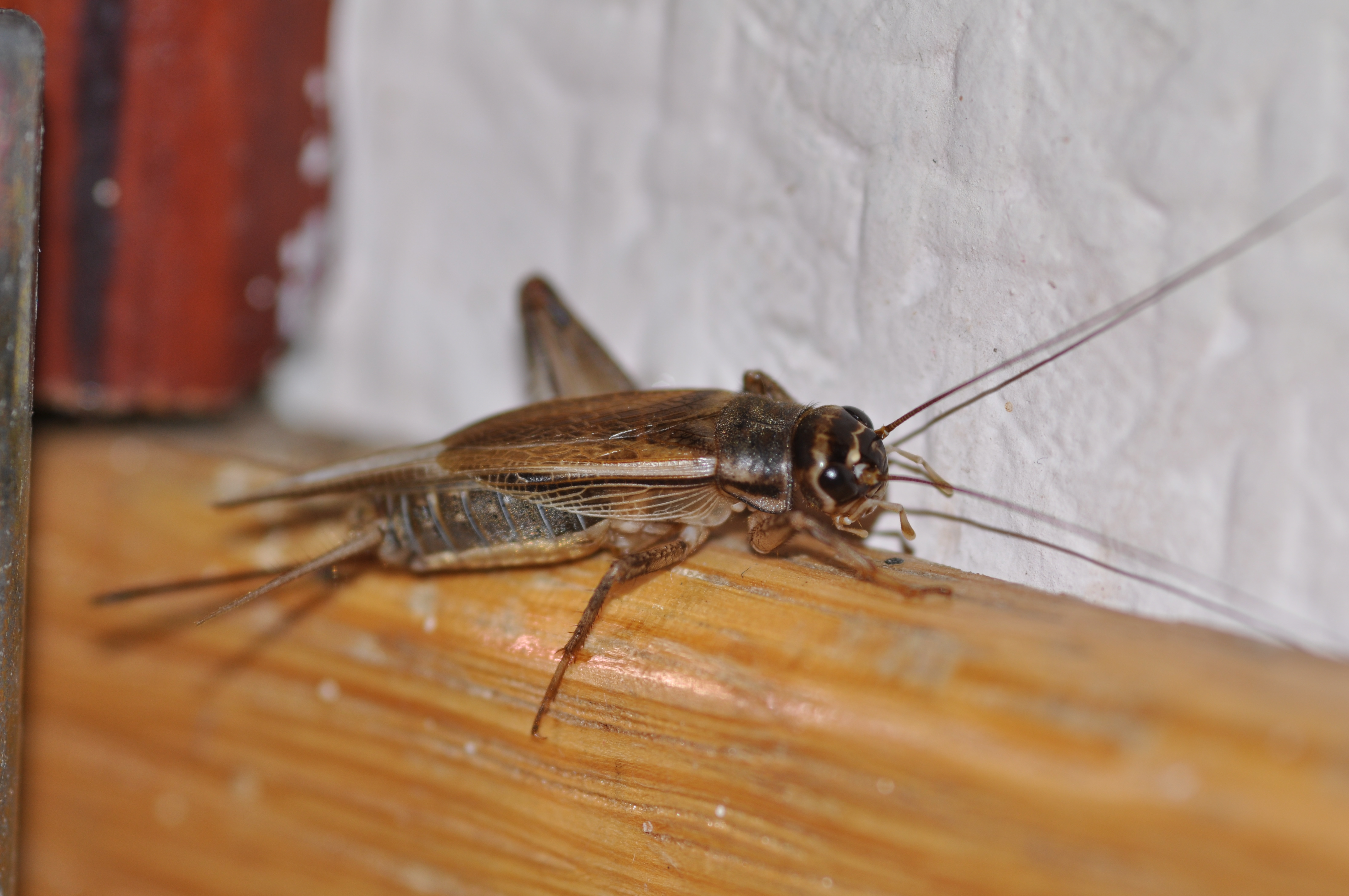
Esemplare di Acheta domesticus.

## I grilli nella cultura
I grilli hanno una forte incidenza nell'immaginario popolare, dalla Festa del grillo, ai modi di dire, indovinala grillo, ai personaggi fiabeschi, il Grillo Parlante, al comico Beppe Grillo che ha giocato sul suo cognome indicante chi si prodiga a dare consigli rimanendo inascoltato.